# Níkos Sampsón
Níkos Giorgades Sampsón (Famagusta, 16 de diciembre de 1935 – Nicosia, 10 de mayo de 2001) fue un periodista chipriota y miembro del grupo rebelde EOKA. Fue presidente de facto de la República de Chipre durante el año 1974.
Comenzó sus trabajos como corresponsal para el periódico The Times of Cyprus y decidió cambiar su apellido por el de Sampson para diferenciarse de otros familiares.
Entre 1955 y 1959 participó en la campaña por la independencia chipriota de Gran Bretaña dentro del grupo rebelde EOKA bajo el comando del General Georgios Grivas. Dicho grupo se hizo notorio por los asesinatos perpetrados contra los británicos. Por esta razón, fue sindicado como líder de una escuadra de asesinatos de Nicosia. y además fue sometido a juicio en mayo de 1957. No se logró comprobar su participación, pero en junio de ese año fue condenado a muerte por portar armas y apuntar a un policía. Su pena fue conmutada por cadena perpetua.
En febrero de 1960, fue liberado debido a que se decretó una amnistía, por lo cual permaneció en el exilio en Grecia. Regresó a Chipre luego de su independencia en agosto de 1960 y el año siguiente reconoció que él había realizado los asesinatos por los que fue acusado anteriormente.
En 1963 participó de los incidentes que motivaron la instalación de UNFICYP y luego, en 1970, se incorporó al parlamento Chipriota por un partido de derecha.
El 15 de julio de 1974 lideró un golpe de Estado contra Makarios III por parte de simpatizantes de la EOKA B, policías y miembros de la Guardia Nacional. Ocho días después debió renunciar por la presión internacional y además, porque se desencadenó la invasión turca.
En agosto de 1976, fue sentenciado a 20 años de prisión por las acciones contra el gobierno. En su defensa, dijo que la presidencia le había sido ofrecida por militares griegos y aceptada para evitar luchas intercomunales.
En 1990 fue liberado. Luego de esto, se dedicó nuevamente al periodismo. A principios de 2001 se le diagnosticó cáncer y murió el 9 de mayo de ese mismo año.